# OhmyNews

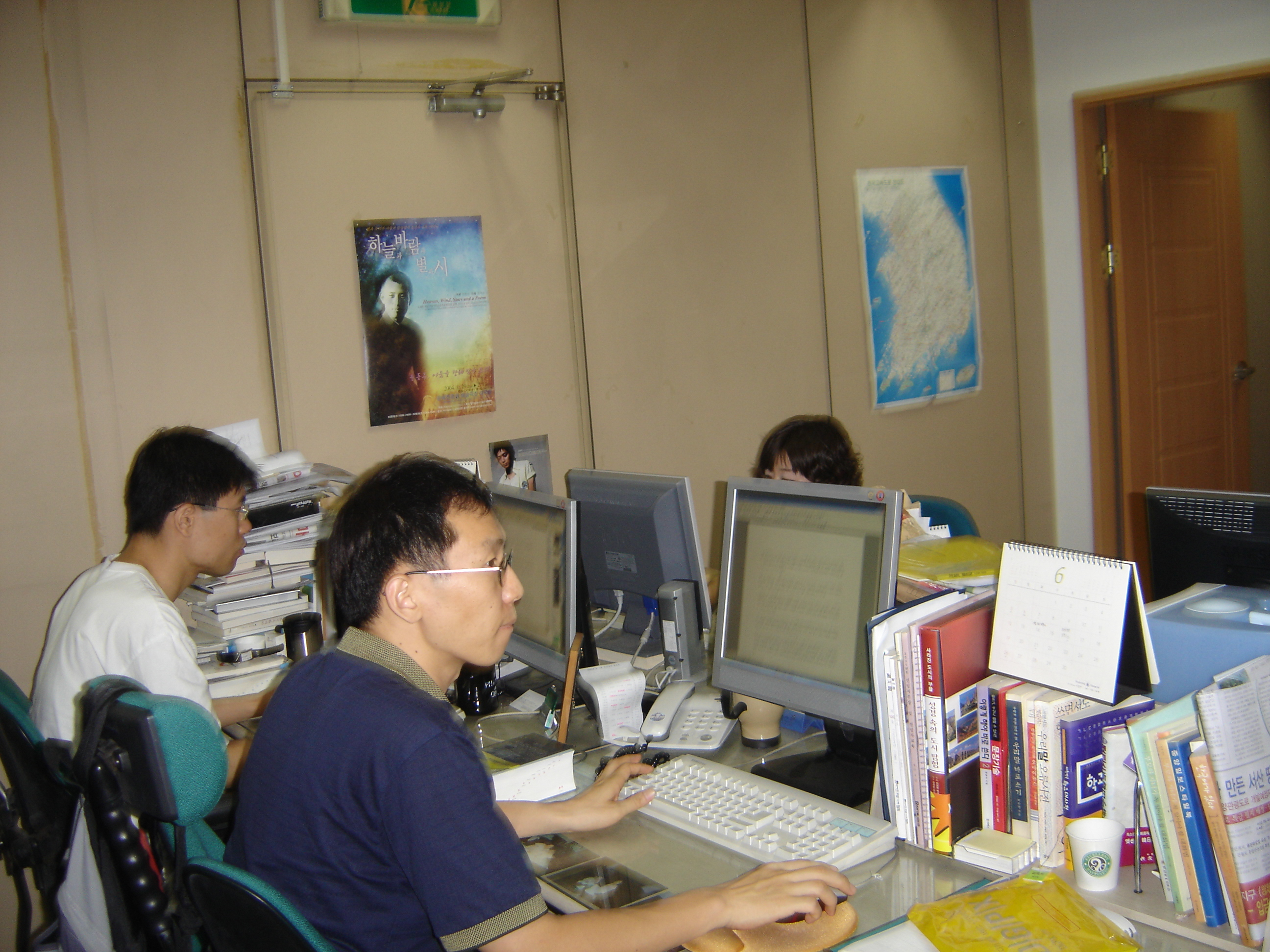
OhmyNews-journalister

OhmyNews är en sydkoreansk internettidning som introducerat medborgarjournalisten. Den grundades den 22 februari, 2000 av Oh Yeon Ho. Alla som vill kan registrera sig som reporter och redaktionen arbetar med att redigera och publicera insända artiklar. OhmyNews International är en engelskspråkig form av tidningen. Huvudkvarteret finns i Seoul (år 2000).